# John Osborn (regatista)
John Osborn (8 de septiembre de 1945) es un deportista británico que compitió en vela en la clase Tornado.
Participó en los Juegos Olímpicos de Montreal 1976, obteniendo una medalla de oro en la clase Tornado. Ganó dos medallas en el Campeonato Mundial de Tornado, plata en 1975 y oro en 1976, y dos medallas en el Campeonato Europeo de Tornado, plata en 1975 y oro en 1976.

## Palmarés internacional
| Juegos Olímpicos   | Juegos Olímpicos         | Juegos Olímpicos | Juegos Olímpicos |
| Año                | Lugar                    | Medalla          | Clase            |
| ------------------ | ------------------------ | ---------------- | ---------------- |
| 1976               | Montreal (Canadá)        | Medalla de oro   | Tornado          |
| Campeonato Mundial |                          |                  |                  |
| Año                | Lugar                    | Medalla          | Clase            |
| 1975               | Copenhague (Dinamarca)   | Medalla de plata | Tornado          |
| 1976               | Sídney (Australia)       | Medalla de oro   | Tornado          |
| Campeonato Europeo |                          |                  |                  |
| Año                | Lugar                    | Medalla          | Clase            |
| 1975               | La Baule (Francia)       | Medalla de plata | Tornado          |
| 1976               | Medemblik (Países Bajos) | Medalla de oro   | Tornado          |